# Дис, Чарльз

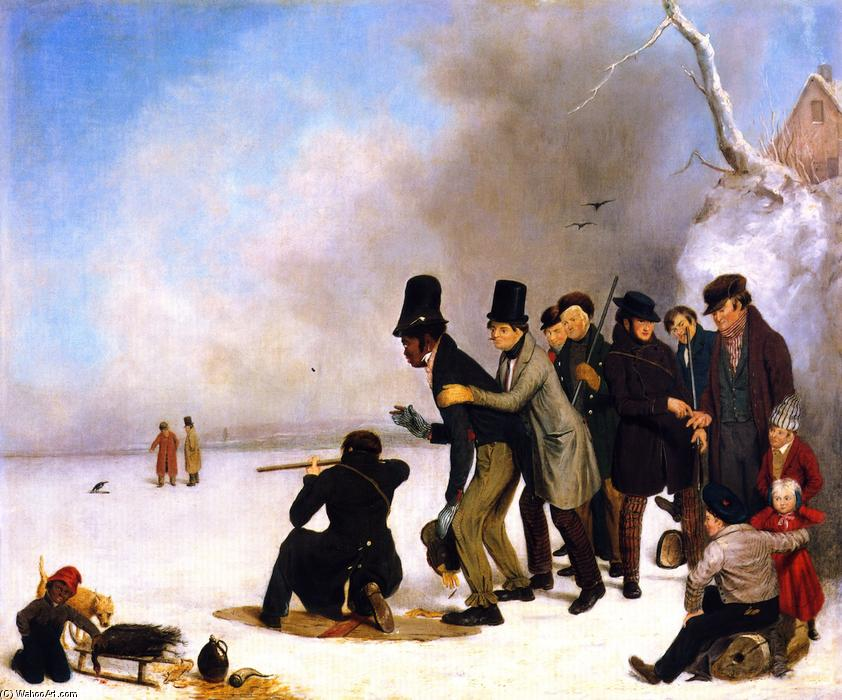
«Стрельба по индюшке». Виргинский музей изобразительных искусств, Ричмонд (1838)

Чарльз Дис (англ. Charles Deas; 22 декабря 1818, Филадельфия, — 23 марта 1867, Нью-Йорк) — американский художник-реалист, известный картинами из жизни индейцев и на тему «Дикого Запада».

## Биография

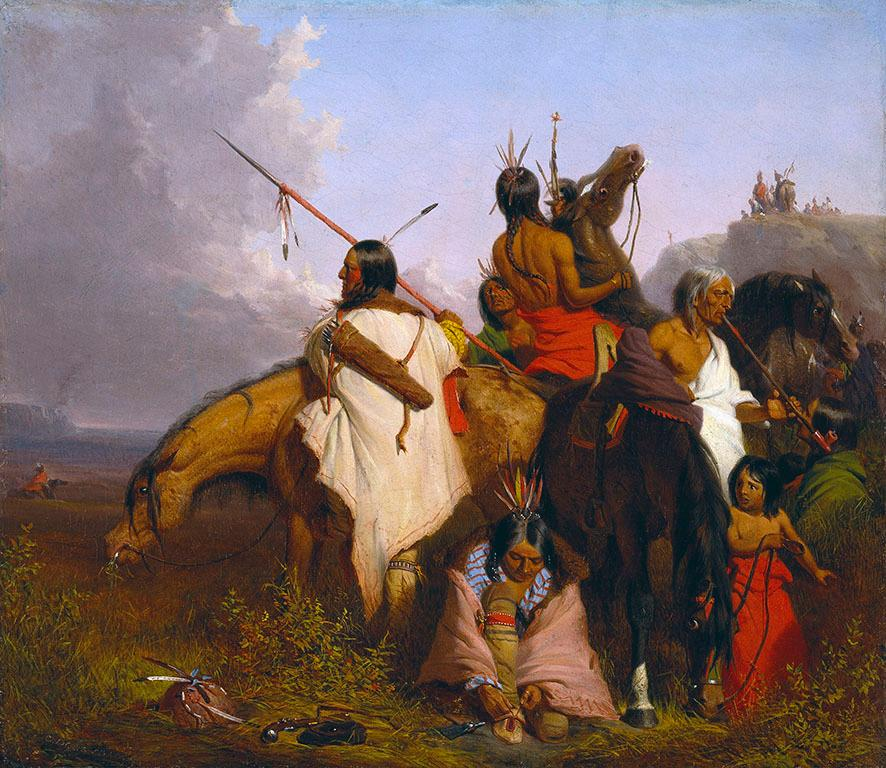
Группа сиу. Музей американского искусства Амона Картера, Форт-Уэрт, Техас (1845)

Родился 22 декабря 1818 года в Филадельфии в семье потомственных военных. Его мать Анна Изард была дочерью видного деятеля Войны за независимость, делегата Континентального конгресса, а затем сенатора от Южной Каролины Ральфа Изарда (1742—1804), в 1794 году занимавшего пост временного президента Соединённых Штатов. После смерти отца в 1827 году мать   переехала в Согертис в долине реки Гудзон.
По желанию родителей первоначально выбрал себе военную карьеру, недолго проучившись в Вест-Пойнте, но вскорости оставил её, предпочитая занятиям зарисовки во время поездок в долину Гудзона. Познакомился с искусством, посещая ателье художника Томаса Салли, а также музей Пенсильванской академии изящных искусств. Его первым учителем художественного мастерства стал Джон Сэндерсон. 

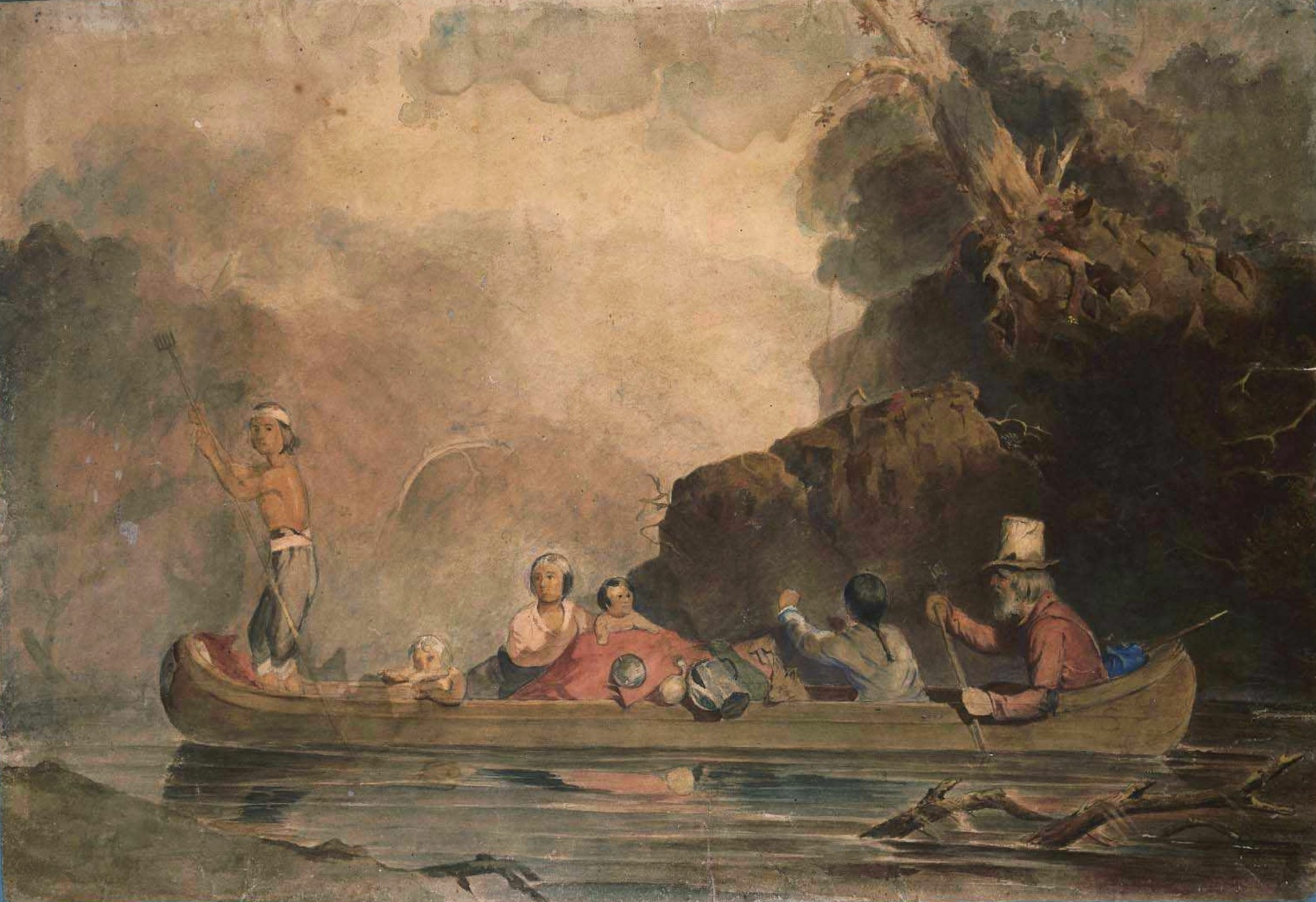
Траппер и его семья. Музей изящных искусств, Бостон (1845)

В 1836—1837 годах обучался в художественной школе при Национальной академии дизайна в Нью-Йорке, заслужив репутацию мастера конно-спортивных и жанрово-бытовых сцен. В 1838 году в Академии впервые прошла выставка его работ, а в 1839 году он стал её ассоциированным членом. Большую известность в это время получила его картина «Стрельба по индюшке» (англ. Turkey Shooting), иллюстрировавшая эпизод из романа Джеймса Фенимора Купера «Пионеры» (1823).
В 1838 году познакомился с картинами и экспонатами «Индейской галереи» известного этнографа и художника Джорджа Кэтлина, заинтересовавшись культурой коренных американцев. 
В 1840 году, по примеру Кэтлина, отправился на Запад, посетив своего брата, служившего офицером в форте Кроуфорд в штате Алабама. Получив известность в качестве автора картин из жизни трапперов и индейцев, в 1841 году основал собственную базу в Сент-Луисе, штат Миссури. По нескольку месяцев проводил среди коренных племён, знакомясь с их нравами и обычаями.
Работы его нередко отличали «психологическое напряжение, связанное с восприятием опасности, тревога и бегство», что с наибольшей силой воплощено в картине «Смертельная схватка» (1845), изображающей падающих со скалы и сцепившихся в предсмертном единоборстве индейца и траппера.
По мнению критиков, при жизни был известен намного больше, чем после смерти. Между 1841 и 1848 годами регулярно выставлял свои работы на «Механических ярмарках» в Сент-Луисе, отправив многие из них на в Пенсильванскую академию изящных искусств, а также Американскому художественному союзу в Нью-Йорк. Но в 1849 году большинство его произведений сгорели во время пожара в Сент-Луисе, поэтому до наших дней дошли лишь немногие из них.  
Вернувшись весной 1848 года в Нью-Йорк, пожелал, подобно Кэтлину, открыть там собственную галерею, чему помешала прогрессирующая болезнь. 23 мая 1848 года, пережив нервный срыв, впервые помещен был в приют Блумингдейл в Нью-Йорке (ныне занимаемый Колумбийским университетом), где с перерывами оставался до самой смерти, продолжая рисовать картины, содержание которых уже было далёким от «индейской темы». По свидетельству современника, «одна из его диких картин, изображающая чёрное море, над которым раскачивалась подвешенная на кольце человеческая фигура, на которую из волн выпрыгивало чудовище, выглядела настолько ужасно, что при виде её один чуткий художник упал в обморок». Некоторые его сюжеты этого периода прослеживались и в ранних работах, в частности, картине «Дьявол и путник» (1843).
В 1859 году был окончательно признан невменяемым, и 23 марта 1867 года умер в Блумингдейле от «апоплексического удара» (инсульта).

## Галерея

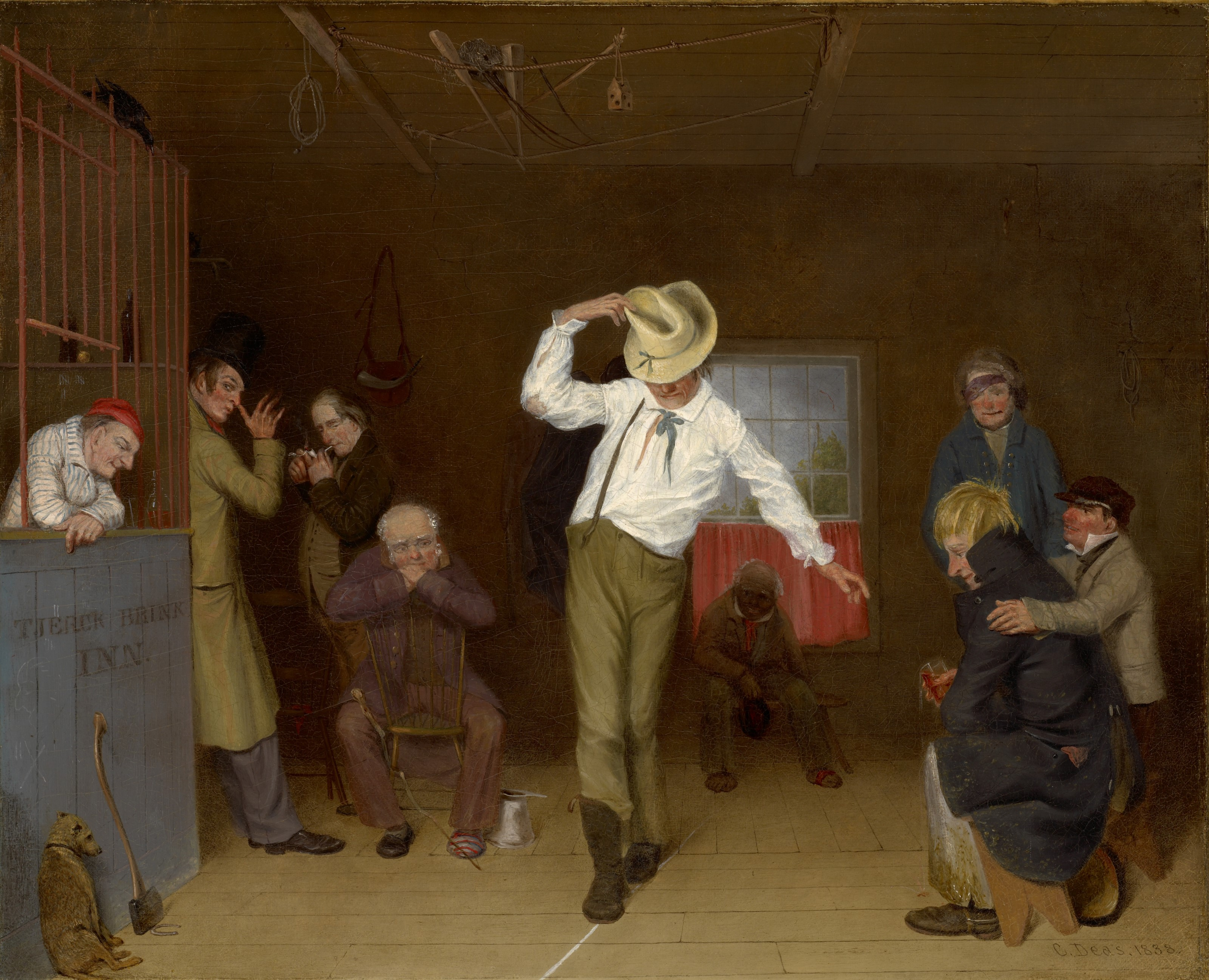
Держаться безупречно (1838)
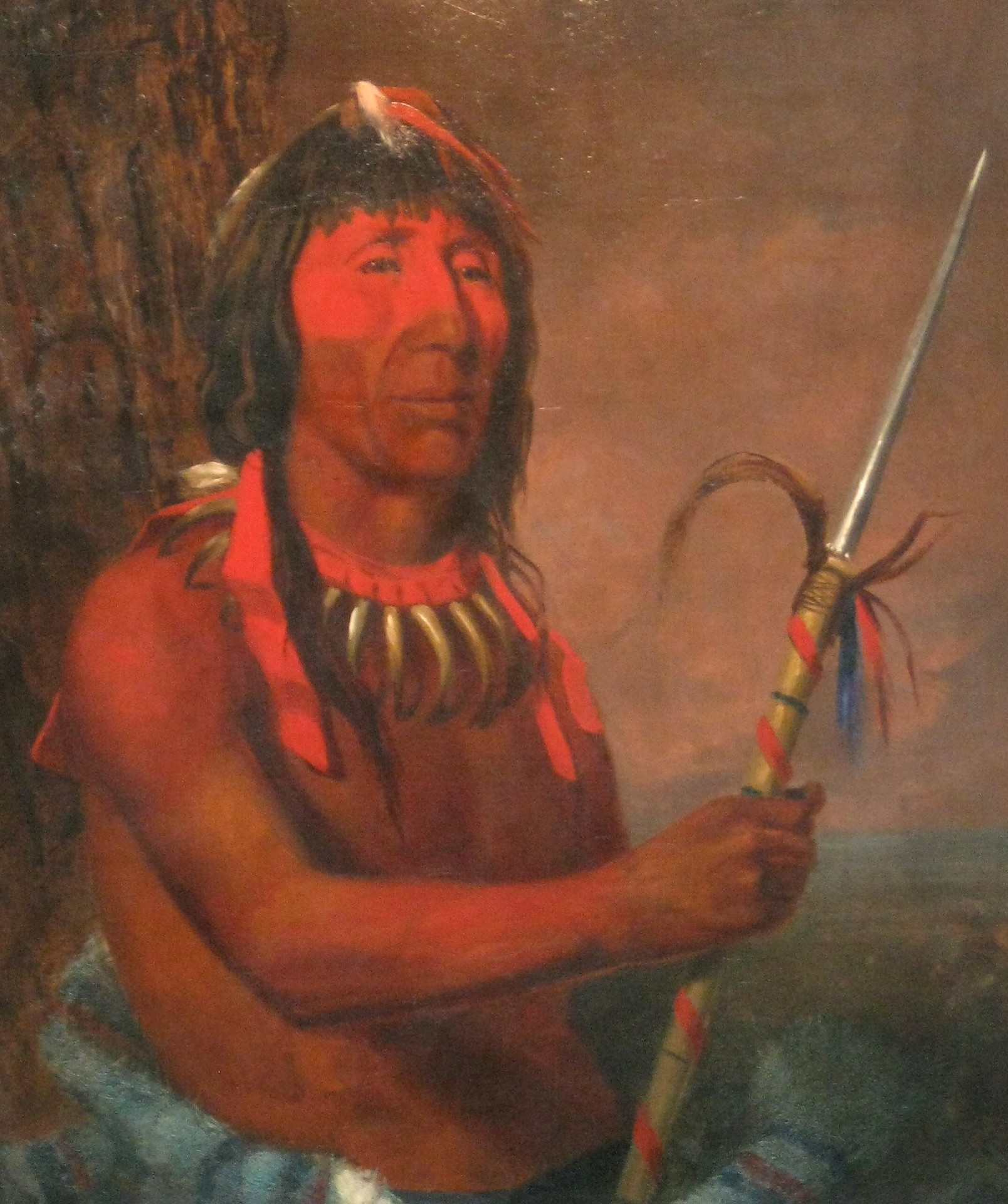
Индеец виннебаго в ожерелье из медвежьих когтей (1840)
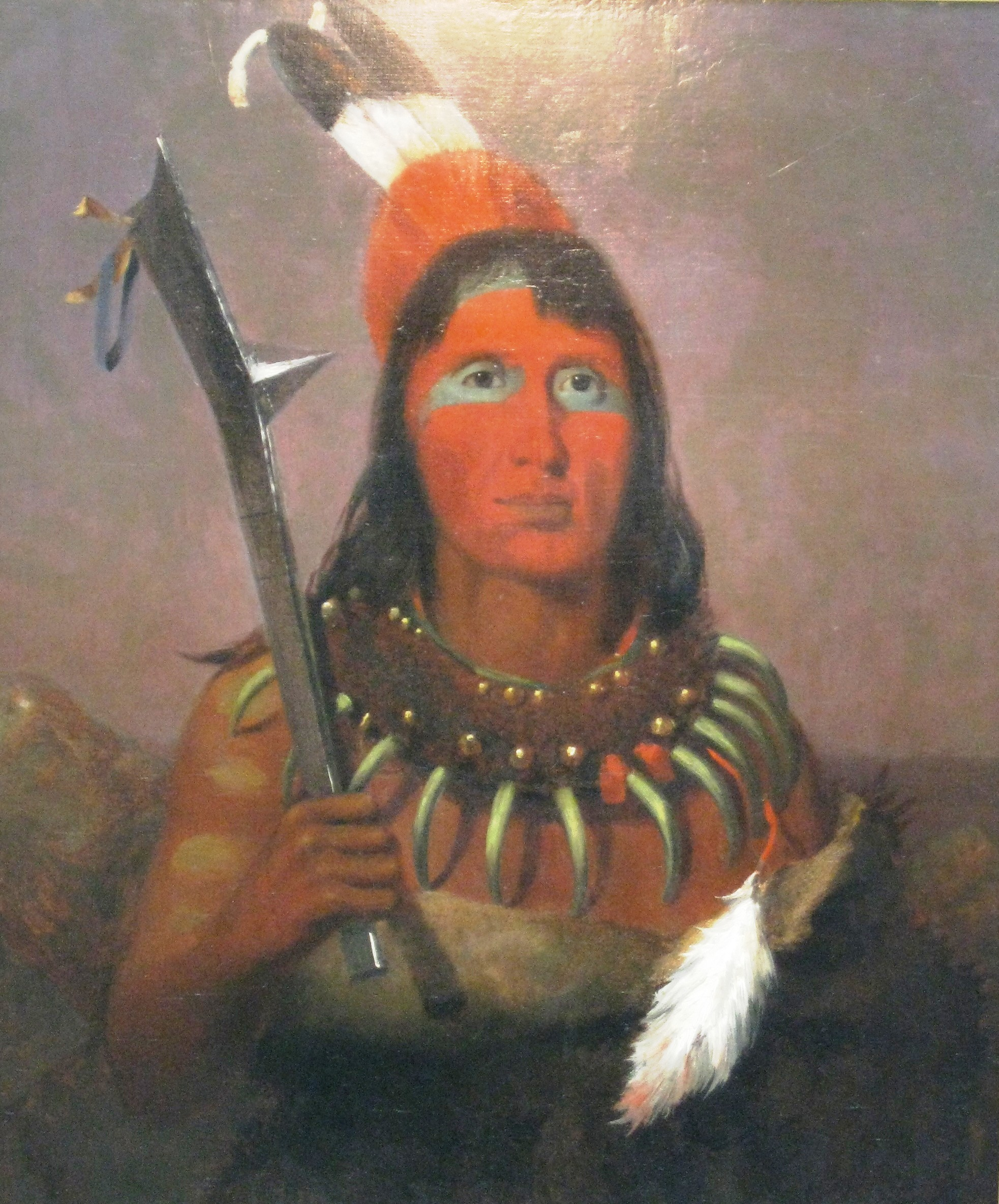
Индеец виннебаго с железной палицей (1840)
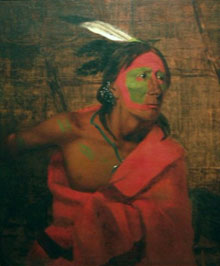
Вождь виннебаго Wa-kon-cha-hi-re-ga (1840)
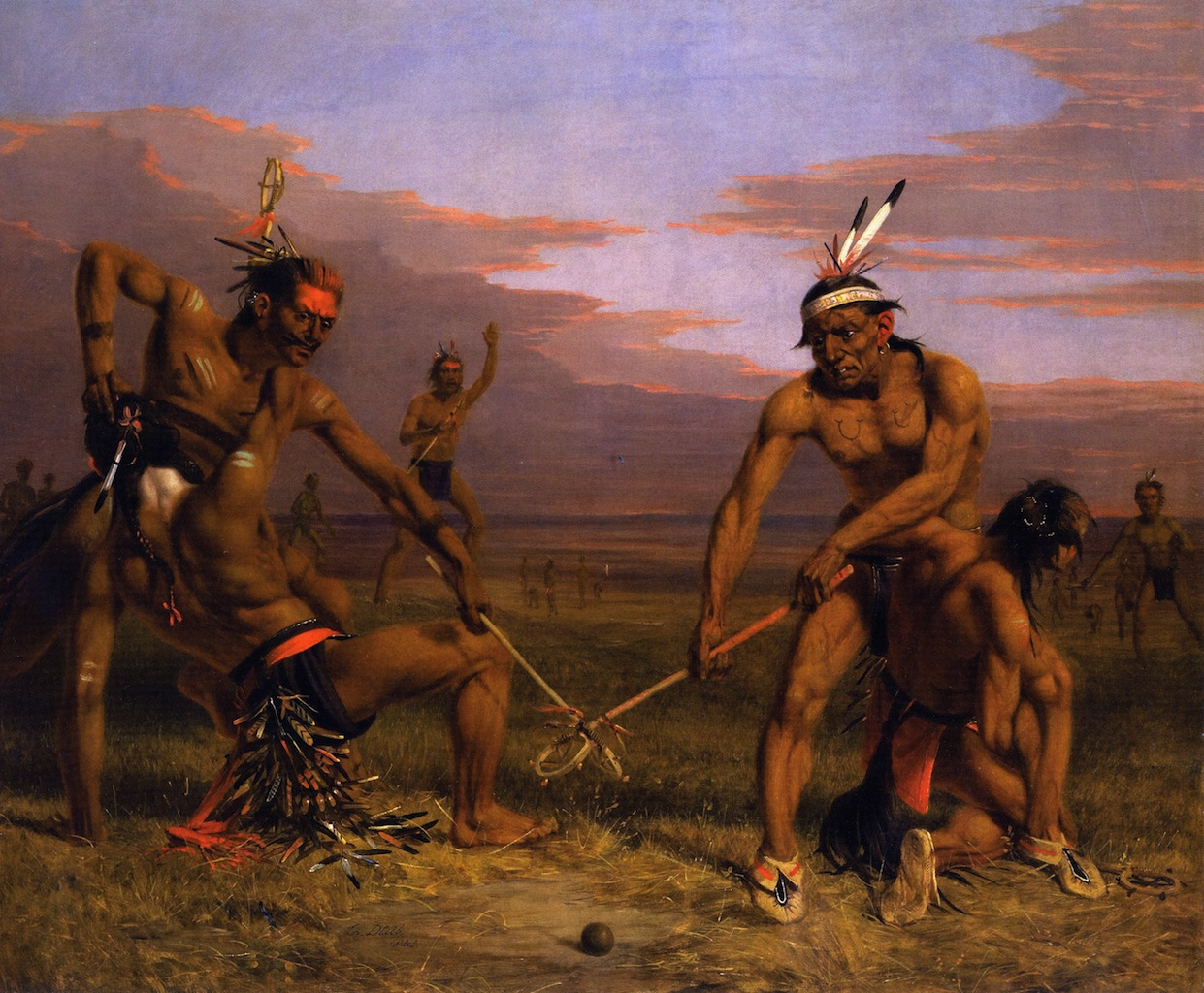
Сиу, играющие в мяч (1843)
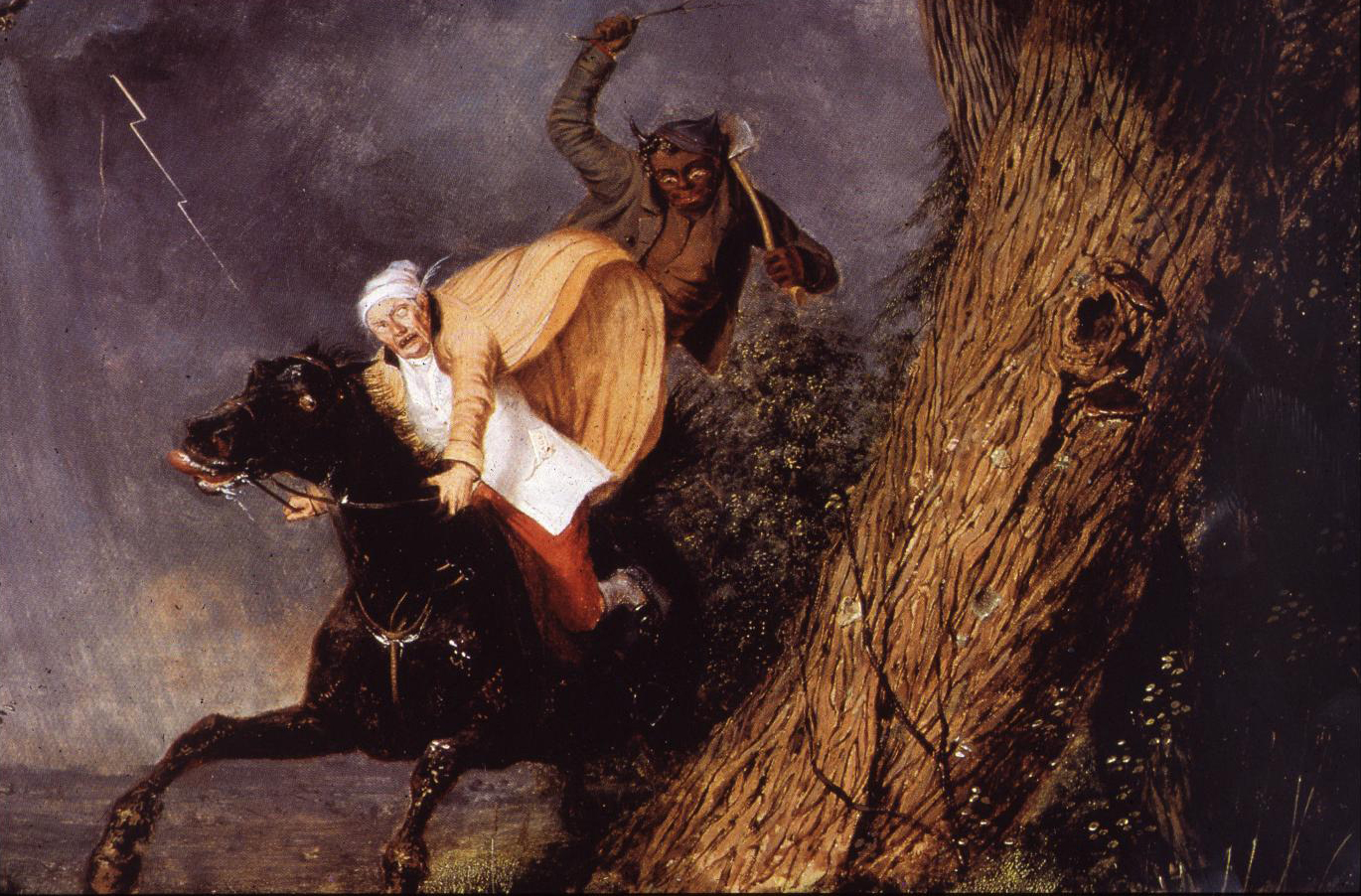
Дьявол и путник (1843)
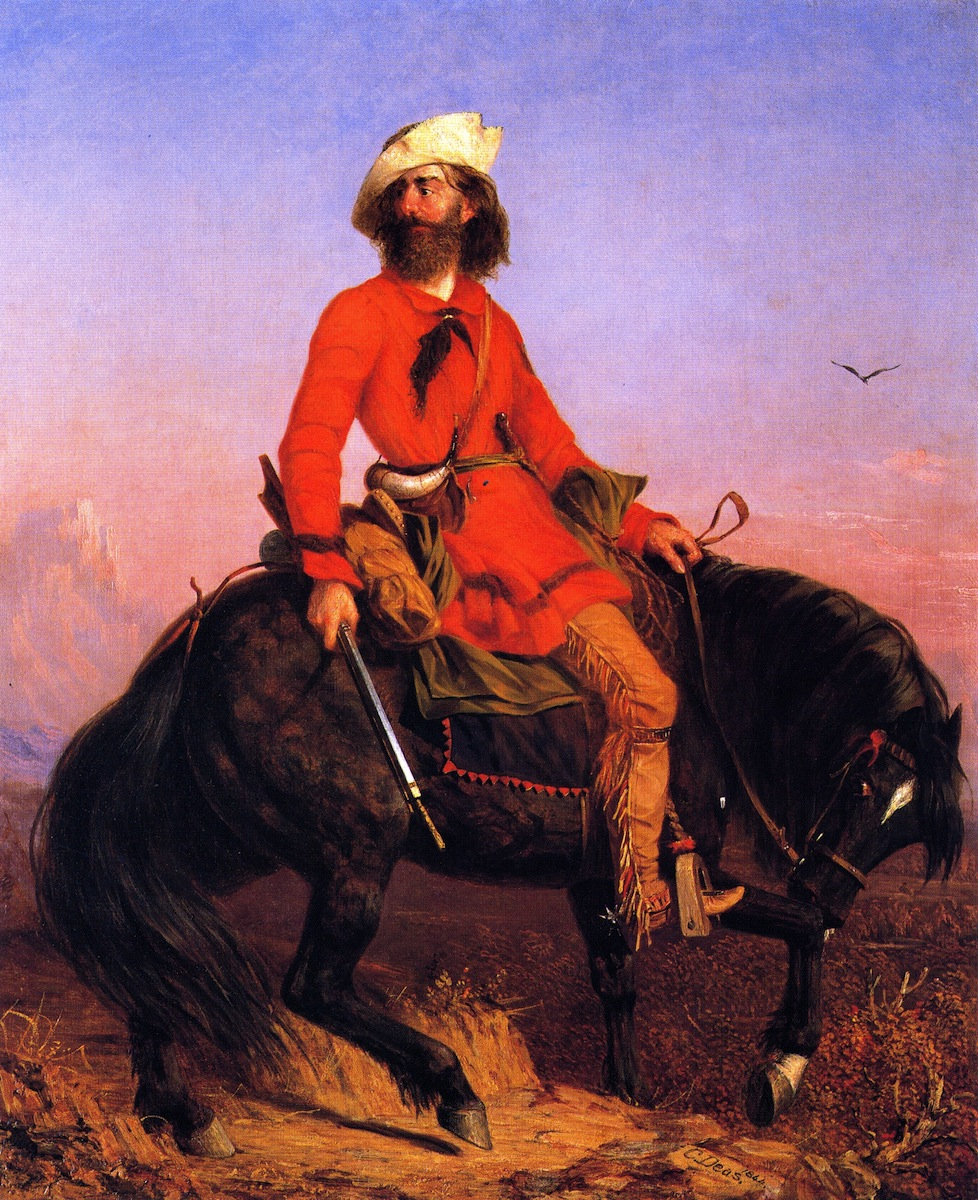
Длинный Джейкс, человек со Скалистых гор (1844)
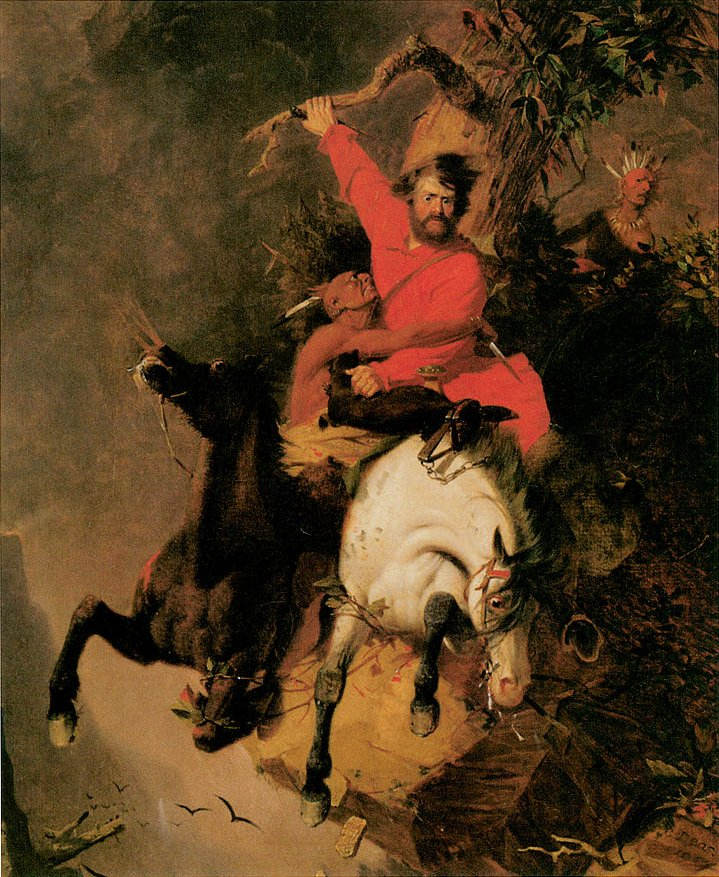
Смертельная схватка (1845)
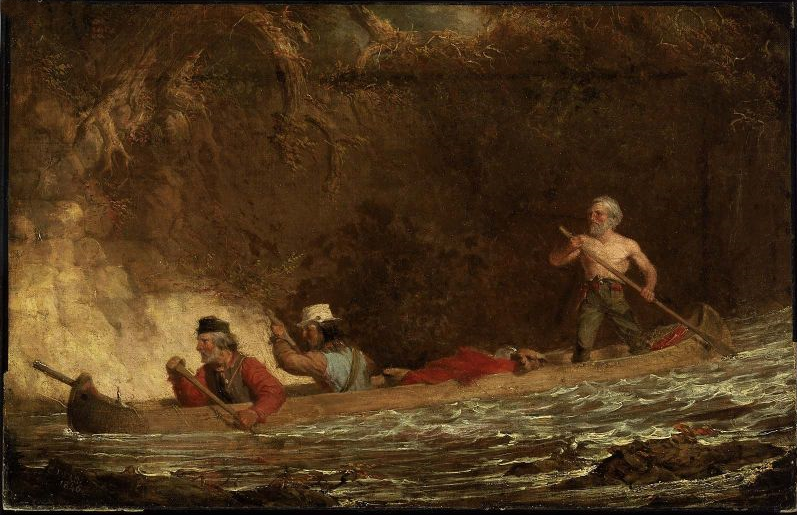
Вояджеры (1846)
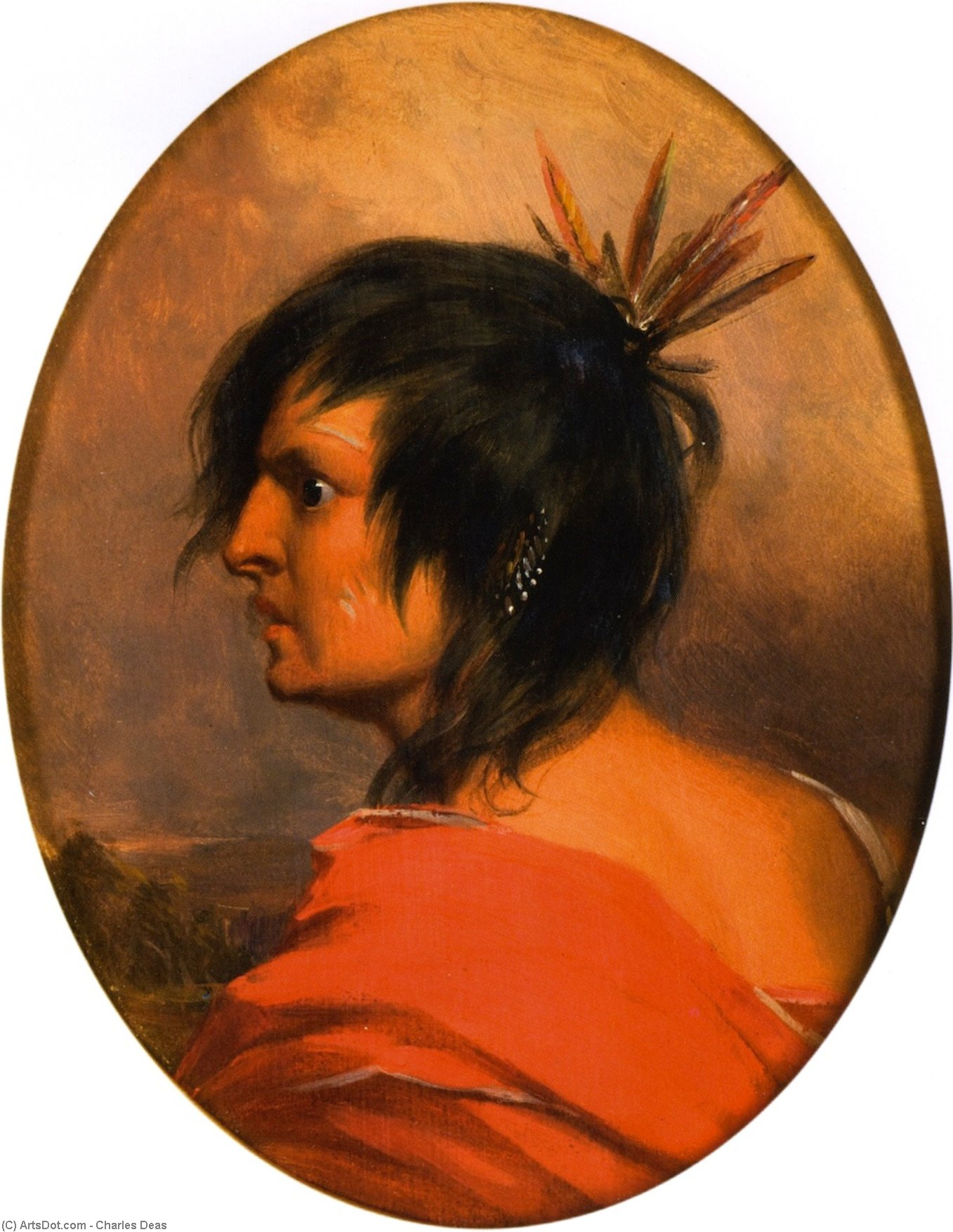
Индейский воин (1847)
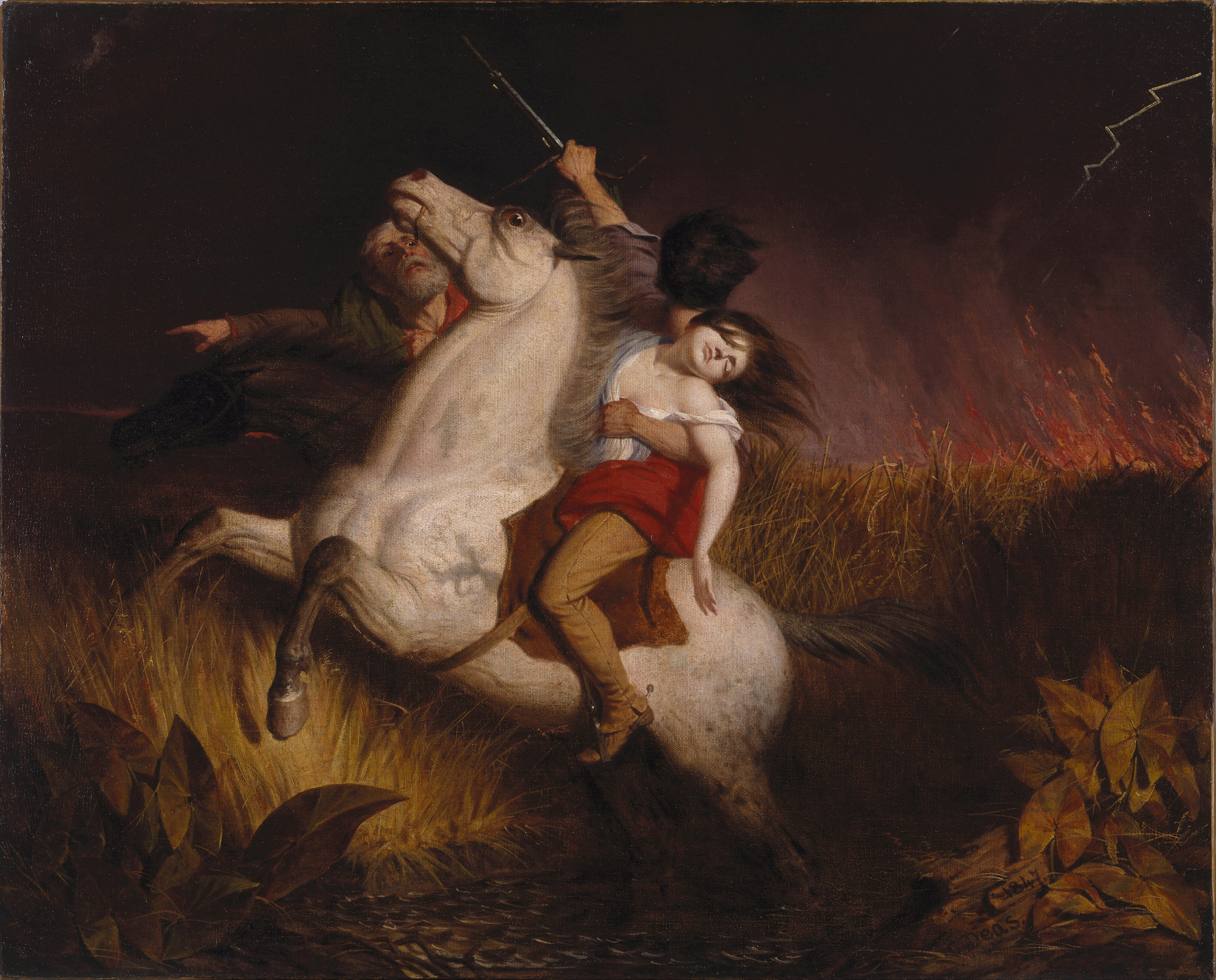
Прерия в огне (1847)
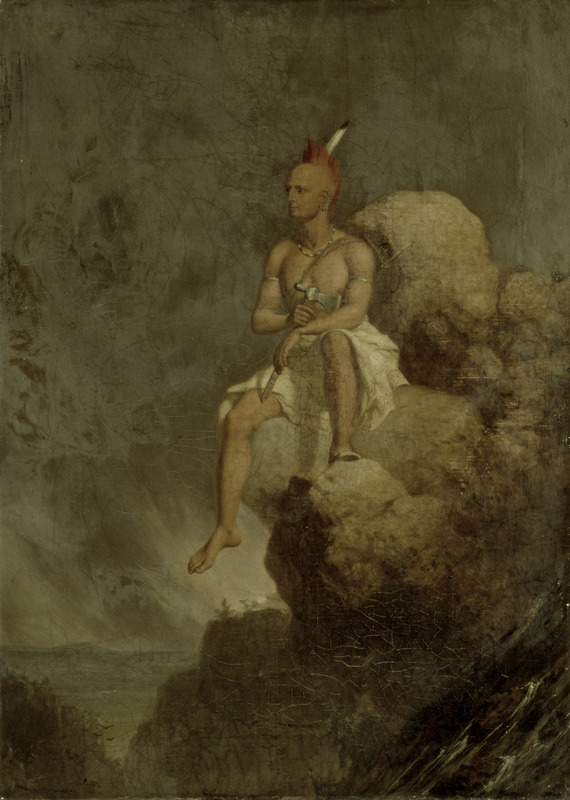
Индейский воин на краю пропасти (1847)